# Passiflora helleri
Passiflora helleri är en passionsblomsväxtart som beskrevs av Johann Joseph Peyritsch. Passiflora helleri ingår i släktet passionsblommor, och familjen passionsblomsväxter. Inga underarter finns listade i Catalogue of Life.

## Bildgalleri

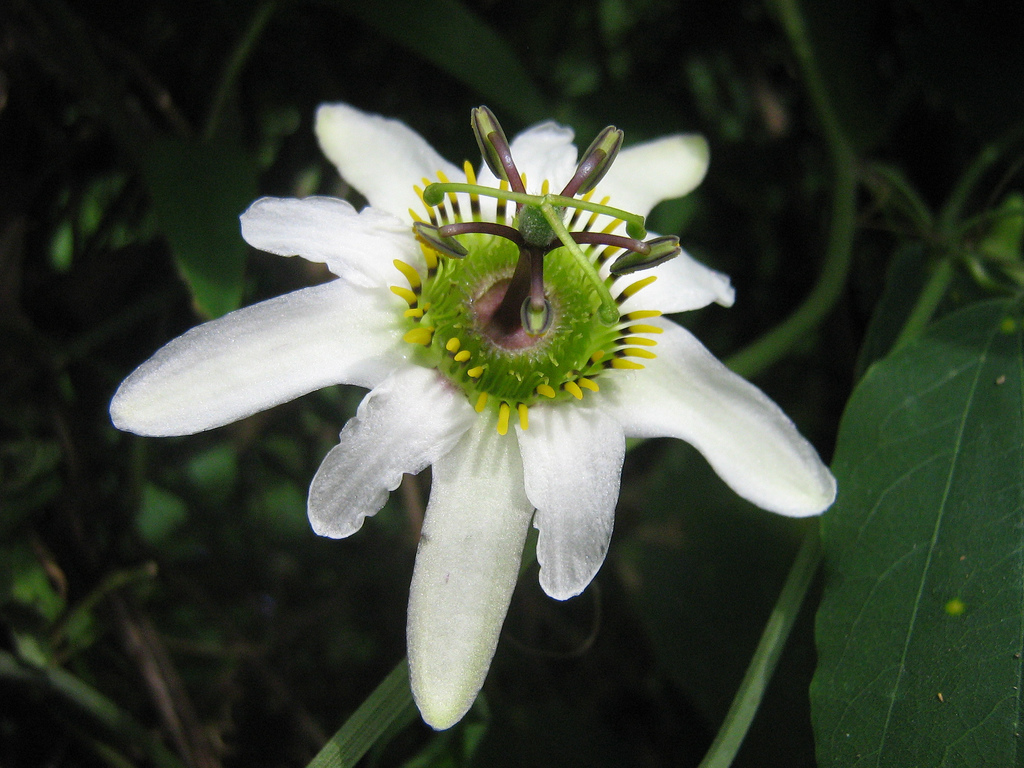